# Iagnina
Iagnina o Gianina (anticamente anche Jagnina, in croato Janjina) è un comune della regione raguseo-narentana in Croazia, nella penisola di Sabbioncello, nella regione geografica della Dalmazia. Al censimento del 2011 possedeva una popolazione di 551 abitanti.

## Società

### Etnie e minoranze straniere
Dal censimento ufficiale del 2011, risulta una larghissima maggioranza etnica croata, il 96,01% della popolazione. Presenti piccole minoranze di serbi, bosniaci e italiani.

### La presenza autoctona di italiani
È presente una piccola comunità di italiani autoctoni che rappresentano una minoranza residuale di quelle popolazioni italiane che abitarono per secoli la penisola dell'Istria e le coste e le isole del Quarnaro e della Dalmazia, territori che appartennero alla Repubblica di Venezia. La presenza degli italiani a Iagnina è drasticamente diminuita in seguito agli esodi che hanno seguito la prima e la seconda guerra mondiale. 
Oggi, secondo il censimento ufficiale croato del 2011, sono presenti pochissimi italiani, lo 0,18% della popolazione complessiva del comune.

## Geografia antropica

### Località
Il comune di Iagnina è suddiviso in 5 frazioni (naselja) di seguito elencate. Tra parentesi il nome in lingua italiana, generalmente desueto.
- Drače (Drace o Dracce[7]): 93 ab.
- Janjina - Iagnina, sede comunale: 203 ab.
- Osobjava (Ossobiava[7]): 36 ab.
- Popova Luka: 27 ab.
- Sreser (Seresser[8]): 192 ab.